# Myanmar National League 2016
Die Myanmar National League 2016 war die neunte Spielzeit der höchsten myanmarischen Fußballliga seit der offiziellen Einführung im Jahr 2009. Die Saison begann am 9. Januar 2016 mit dem ersten Spieltag und wurde am 21. August 2016 mit dem 22. Spieltag beendet. Titelverteidiger war Yangon United.
Der Meister wird sich für die erste Qualifikationsrunde der AFC Champions League 2017 qualifizieren. Zusätzlich nimmt der Sieger des General Aung San Shield am AFC Cup 2017 teil. Die zwei schlechtesten Mannschaften der Saison steigen in die MNL-2 ab.

## Mannschaften
- Aufsteiger aus MNL-2

Southern Myanmar FC
Horizon FC
- Absteiger nach der Saison 2015

Manaw Myay FC
Nay Pyi Taw FC
- Umbenennung

Kanbawza FC in Shan United
| Mannschaft          | Standort    | Stadion                      | Kapazitaet |
| ------------------- | ----------- | ---------------------------- | ---------- |
| Ayeyawady United    | Pathein     | Ayar Stadium                 | 6000       |
| Chin United         | Hakha       | Wammathu Maung Stadium       | 4000       |
| Hanthawaddy United  | Bago        | Taungoo Stadium              | 4000       |
| Horizon FC          | Rangun      | Horizon Stadium              | N/A        |
| Magwe FC            | Magwe       | Magway Stadium               | 3000       |
| Rakhine United      | Sittwe      | Weithali Stadium             | 5000       |
| Shan United         | Taunggyi    | Taunggyi Stadium             | 7000       |
| Southern Myanmar FC | Mawlamyaing | Ramanya Stadium              | 15.000     |
| Yadanarbon FC       | Mandalay    | Bahtoo Stadium               | 17.000     |
| Yangon United       | Rangun      | Yangon United Sports Complex | 3500       |
| Zayar Shwe Myay FC  | Monywa      | Monywa Stadium               | 5000       |
| Zwekapin United     | Hpa-an      | Hpa-An Stadium               | 3000       |

## Personal
| Mannschaft          | Trainer                  | Mannschaftskapitän |
| ------------------- | ------------------------ | ------------------ |
| Ayeyawady United    | Kyaw Lwin                | Min Min Thu        |
| Chin United         | Soe Thein                | Chit Su Moe        |
| Hanthawaddy United  | Ngwe Tun                 | Aung Zaw           |
| Horizon FC          | Erdinç Pala              | Nyi Nyi Tun        |
| Magwe FC            | Kyi Lwin                 | Soe Min Naing      |
| Rakhine United      | Aung Zaw Myo             | Andrey Coutinho    |
| Shan United         | Soe Myat Min             | Win Min Htut       |
| Southern Myanmar FC | Mya Lwin                 | Pyae Phyo Aung     |
| Yadanarbon FC       | René Desaeyere           | Yan Paing          |
| Yangon United       | Myo Min Tun              | Khin Maung Lwin    |
| Zayar Shwe Myay FC  | Fabiano Jose Costa Flora | Victor Coto Ortega |
| Zwekapin United     | Aung Min Oo              | Junior             |

## Ausländische Spieler
| Mannschaft          | Spieler 1          | Spieler 2             | Spieler 3           | AFC Spieler        |
| ------------------- | ------------------ | --------------------- | ------------------- | ------------------ |
| Ayeyawady United    | Abubakari Yakubu   | Hanson Samuel         | Christopher Chizoba | Takumu Nishihara   |
| Chin United         | Doe Sackie Teah    | Morris Joshua Papuchu | Ebimo West Anderson |                    |
| Hanthawaddy United  | Bamba              | Melvin George         |                     |                    |
| Horizon FC          | Martin P. Karndu   | Ernest Ekici          | Mathew Sunday Idoko |                    |
| Magwe FC            | Sekou Sylla        | Ronald Djam Kufoin    | Micheal Falcon      |                    |
| Shan United         | Djawa Maximum      | Gustavo               | Patrick Kanyuka     |                    |
| Southern Myanmar FC | Doumbouya Ibrahima | Ijezie Michael        | Eze Chika Philip    |                    |
| Rakhine United      | Ndongo Philippe    | Andrey Coutinho       | Atapa Kazeem Adeolu | Brima Kamara       |
| Yadanarbon FC       | Keith Nah          | Kekere Moukailou      | William             | Keisuke Ogawa      |
| Yangon United       | Adilson            | Luiz Fernando         | Marcelo Fernandes   | Kunihiro Yamashita |
| Zayar Shwe Myay FC  | Ouattara Ibrahim   | Víctor Coto           | Marcinho            | Dedi Gusmawan      |
| Zwekapin United     | Junior             | Patrick Asare         | Clarke Clifford     | Ken Matsumoto      |

## Abschlusstabelle
| Pl. | Verein                  | Sp. | S  | U | N  | Tore    | Diff. | Punkte |
| --- | ----------------------- | --- | -- | - | -- | ------- | ----- | ------ |
| 1.  | Yadanarbon FC           | 22  | 17 | 3 | 2  | 052:180 | +34   | 54     |
| 2.  | Yangon United (M)       | 22  | 12 | 4 | 6  | 043:250 | +18   | 40     |
| 3.  | Magwe FC                | 22  | 11 | 6 | 5  | 032:230 | +9    | 39     |
| 4.  | Ayeyawady United (P)    | 22  | 10 | 7 | 5  | 040:290 | +11   | 37     |
| 5.  | Shan United             | 22  | 9  | 9 | 4  | 032:130 | +19   | 36     |
| 6.  | Zayar Shwe Myay FC      | 22  | 9  | 7 | 6  | 029:240 | +5    | 34     |
| 7.  | Hanthawaddy United      | 22  | 8  | 6 | 8  | 031:320 | −1    | 30     |
| 8.  | Zwekapin United         | 22  | 8  | 4 | 10 | 029:260 | +3    | 28     |
| 9.  | Chin United             | 22  | 6  | 6 | 10 | 021:370 | −16   | 24     |
| 10. | Rakhine United          | 22  | 3  | 9 | 10 | 019:290 | −10   | 18     |
| 11. | Southern Myanmar FC (N) | 22  | 3  | 5 | 14 | 014:460 | −32   | 14     |
| 12. | Horizon FC (N)          | 22  | 1  | 4 | 17 | 019:590 | −40   | 07     |

| Zum Saisonende 2016: Myanmarischer Meister und Teilnahme an der ersten Qualifikationsrunde zur AFC Champions League 2017: Yadanarbon FC Sieger General Aung San Shield und Teilnahme am AFC Cup 2017: Magwe FC Abstieg in die MNL-2 2017: Southern Myanmar FC & Horizon FC |                                                                 |
| Zum Saisonende 2015: |                                                                 |
| (M) | Amtierender Meister: Yangon United                              |
| (P) | Amtierender Pokalsieger: Ayeyawady United                       |
| (N) | Aufsteiger aus der MNL-2 2015: Southern Myanmar FC & Horizon FC |

## Torschützenliste
| Platz. | Spieler             | Mannschaft         | Tore |
| ------ | ------------------- | ------------------ | ---- |
| 01.    | Win Naing Soe       | Yadanarbon FC      | 16   |
| 01.    | Keith Nah           | Yadanarbon FC      | 16   |
| 01.    | Christopher Chizoba | Ayeyawady United   | 16   |
| 04.    | Kyaw Ko Ko          | Yangon United      | 13   |
| 05.    | Andrey Coutinho     | Rakhine United     | 10   |
| 05.    | Bamba Gaoussou      | Hanthawaddy United | 10   |
| 07.    | Sekou Sylla         | Magwe FC           | 9    |
| 07.    | Soe Min Oo          | Shan United        | 9    |
| 07.    | Adilson             | Yangon United      | 9    |
| 07.    | Takumu Nishihara    | Ayeyawady United   | 9    |
| 11.    | Aung Thu            | Yadanarbon FC      | 8    |
| 12.    | Ivan                | Hanthawaddy United | 7    |
| 12.    | Víctor Coto Ortega  | Zayar Shwe Myay FC | 7    |
| 12.    | Ken Matsumoto       | Zwekapin United    | 7    |
| 15.    | Aung Kyaw Naing     | Ayeyawady United   | 6    |

## Weiße Weste (Clean Sheets)
| Platz. | Spieler        | Mannschaft         | Clean sheets |
| ------ | -------------- | ------------------ | ------------ |
| 01.    | Thiha Sithu    | Shan United        | 10           |
| 02.    | Yan Aung Lin   | Yadanarbon FC      | 7            |
| 03.    | Van Lal Hruaia | Ayeyawady United   | 6            |
| 03.    | Mung Htoi Aung | Chin United        | 6            |
| 05.    | Tay Zar Aung   | Zayar Shwe Myay FC | 5            |

## Auszeichnungen

### Trainer des Monats
| Monat   | Name              | Mannschaft         |
| ------- | ----------------- | ------------------ |
| Januar  | Ngwe Tun          | Hanthawaddy United |
| Februar | Marjan Sekulovski | Yangon United      |
| März    | René Desaeyere    | Yadanarbon FC      |
| Juni    | René Desaeyere    | Yadanarbon FC      |
| Juli    | U Kyi Lwin        | Magwe FC           |
| August  | Myo Min Tun       | Yangon United      |

### Spieler des Monats
| Monat   | Name             | Mannschaft         |
| ------- | ---------------- | ------------------ |
| Januar  | Maung Maung Lwin | Hanthawaddy United |
| Februar | Keith Nah        | Yadanarbon FC      |
| März    | Keith Nah        | Yadanarbon FC      |
| Juni    | Marcinho         | Zayar Shwe Myay FC |
| Juli    | Kyaw Ko Ko       | Yangon United      |
| August  | Win Naing Soe    | Yadanarbon FC      |

## Ausrüster und Sponsoren
| Mannschaft          | Ausrüster   | Trikotsponsor            |
| ------------------- | ----------- | ------------------------ |
| Ayeyawady United    | Grand Sport |                          |
| Chin United         | Adidas      |                          |
| Hanthawaddy United  | FBT         |                          |
| Horizon FC          | Cadenza     | Horizon Int'l School     |
| Magwe FC            | Grand Sport |                          |
| Rakhine United      | Eigenmarke  | Up Energy drink          |
| Shan United         | Grand Sport | Scania                   |
| Southern Myanmar FC | Adidas      | Yuzana Group             |
| Yadanarbon FC       | FBT         | Alpine                   |
| Yangon United       | Grand Sport | First National Insurance |
| Zayar Shwe Myay FC  | Grand Sport |                          |
| Zwekapin United     | Eigenmarke  | Htay Group               |